# Fanny Birkenruth
Fanny Birkenruth, geb. Freundlich (* 21. März 1841 in Wittelshofen; † 6. Mai 1912 in Rom)  war eine akkulturierte, in allen Künsten gebildete Privatière. Sie wirkte in Kreisen von Literaten, Künstlern und Feministinnen im Rom der Jahrhundertwende.

## Leben
Sie wurde als Fanny Freundlich als Tochter des wohlhabenden Stoffhändlers Hajum Meier Freundlich und seiner zweiten Ehefrau Hannchen Seller in die orthodoxe jüdische Großfamilie der Freundlichs (Friendlys in den USA) im Dorf Wittelshofen geboren. Früh bewegte sie sich in liberalen jüdischen Kreisen Fürths. Im Zuge der ab 1861 gesetzlichen Gleichstellung verließ sie 19-jährig das ghettoisierte Landleben. Nach der heimlichen Geburt einer unehelichen Tochter, die sie unter falschem Namen in Pflege gab, heiratete sie ein Jahr später den 36 Jahre älteren, vermögenden Antiquitätenhändler Abraham Birkenruth und verkehrte von da an in gehoben kultivierten, assimilierten Kreisen Kassels. Nach dem frühen Tod A. Birkenruths zog die erst 32-jährige, finanziell unabhängige Witwe in die Kulturmetropole Dresden. Ihre Tochter beließ sie in Pflege und im Glauben, sie sei ihre Tante.
Sie stand mit kulturschaffenden, emanzipierten Frauen ihrer Zeit in intellektuellem Kontakt, besonders mit der Musikschriftstellerin Marie Lipsius alias La Mara und dem Zirkel um die Bayreuther Festspiele. 1882 ließ sie sich in Rom in der 13, Via Gregoriana nieder. Als Privatière verkehrte sie in deutsch-römischen Kulturkreisen und im literarischen Salon der Schriftstellerin Malwida von Meysenbug, der sie als enge Vertraute bis zum Tod beistand, als ihre „Eccelenza – ihr Finanzminister.“ Auf dem protestantischen Friedhof Roms, dem „Cimitero acattolico“, liegen die prächtigen Grabmonumente der beiden Freundinnen nebeneinander.
In ihren letzten Lebensjahren ließ sich Fanny Birkenruth protestantisch taufen und engagierte sich im Evangelischen Frauenverein der protestantischen Gemeinde Roms in den Bereichen Frauenrecht und Frauenfürsorge. Sie stand in regem Austausch mit namhaften internationalen Frauenrechtlerinnen wie der österreichischen Schriftstellerin Marie Herzfeld, der schwedischen Reformpädagogin Ellen Key, der Wagner-Sängerin Emilie Heim in Zürich und war eng befreundet mit Adeline Stinnes, der Witwe des Großindustriellen Hugo Herrman Stinnes, bei der sie in Mülheim während ihrer Deutschland-Besuche wohnte.

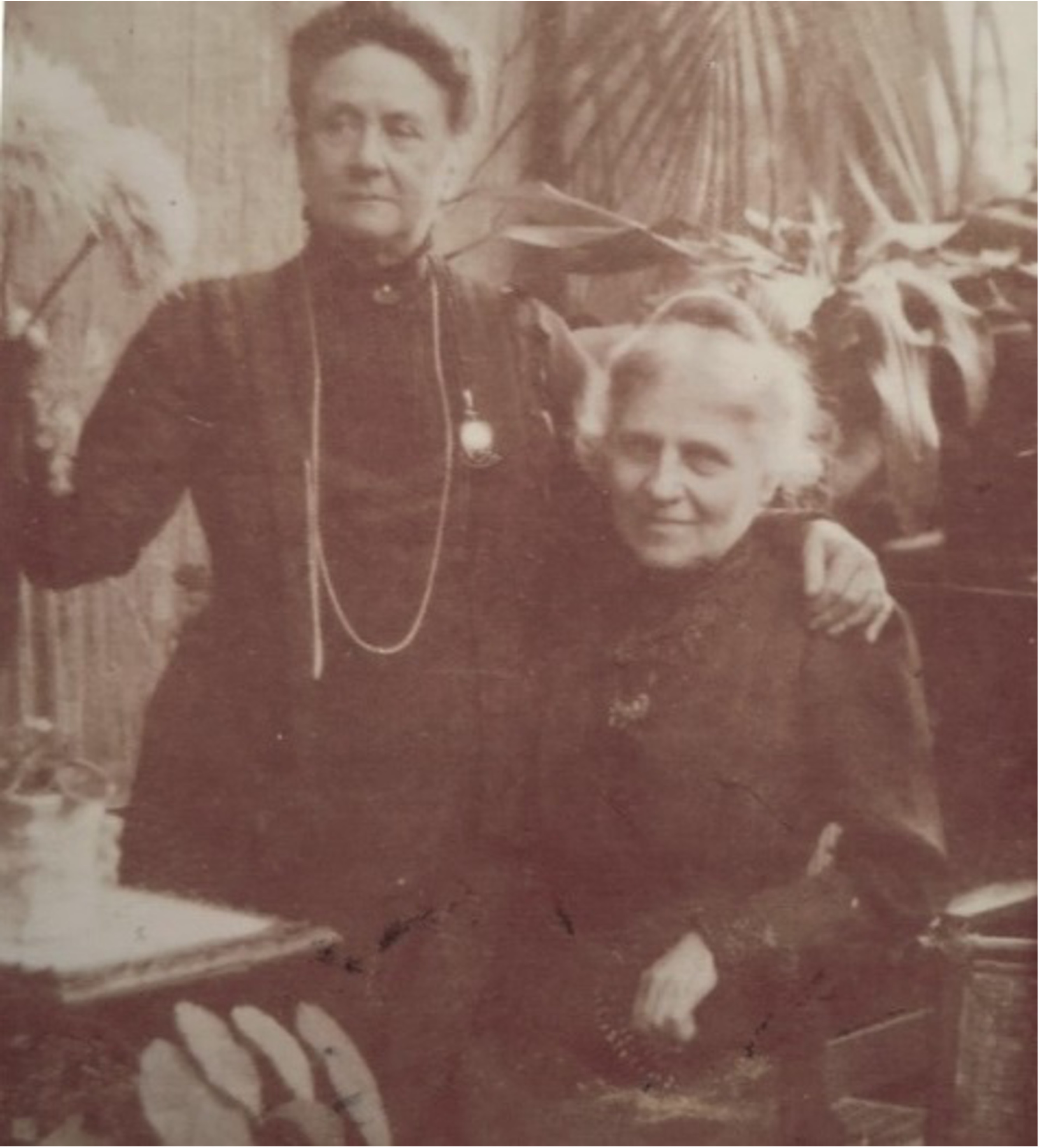
Adeline Stinnes (links) und Fanny Birkenruth (rechts), Foto 1911 Mülheim-Ruhr

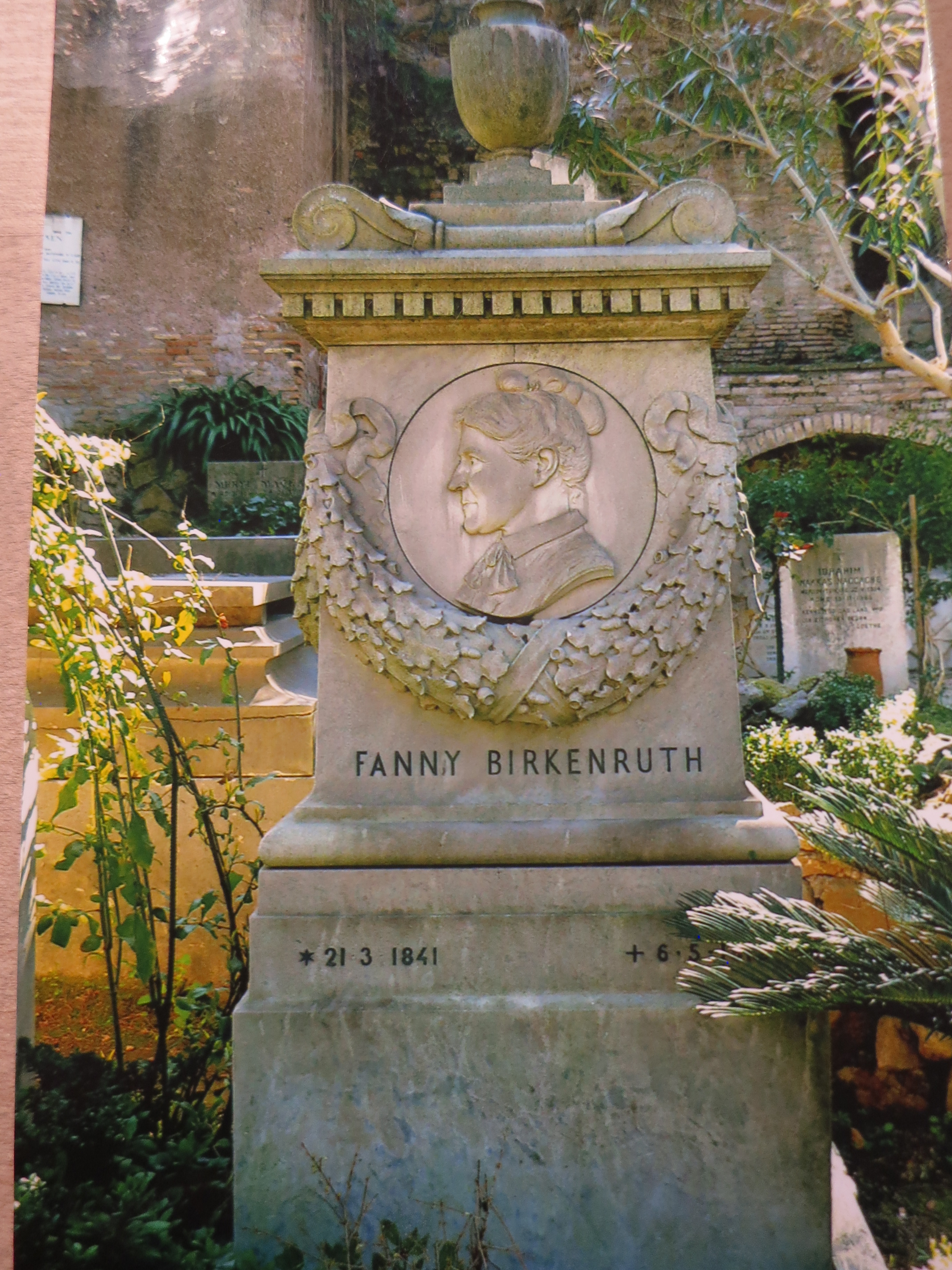
Grabmal Fanny Birkenruth, Grabstelle 1481, Campo Cestio, Rom, Italien

Am 6. Mai 1912 starb sie im deutschen evangelischen Krankenhaus, der Casa Tarpea, am Kapitol in Rom.

## Rezeption
Fanny Birkenruth, eine „selten ausgeprägte Persönlichkeit“, lebte als Wegbereiterin weiblicher jüdischer Akkulturation den Traum einer gebildeten, sozialengagierten Privatière und Förderin der Frauenfürsorge um 1900 in Rom. Familiär zahlte sie durch die gesellschaftlich erzwungene Verleugnung ihrer unehelichen Tochter einen hohen Preis. Entfremdet von ihren Nachkommen, starb sie mit diesen unversöhnt in Rom. Die Identität des unehelichen Vaters, eines jüdischen Cousins auf US-amerikanischem Heimaturlaub, hatte sie nie preisgegeben. Dieses Geheimnis rettete 80 Jahre später ihre assimilierten Nachfahren vor der Shoah. Da der jüdische Vater nie aktenkundig wurde, erfand die Enkelgeneration einen „deutschblütigen Erzeuger“ und US-Auswanderer. Mit Hilfe der US-Friendly-Verwandten gelang ein fingiertes Affidavit, welches das NS-Reichssippenamt 1941 „bis zum Beweis des Gegenteils“ akzeptierte und die Nachkommen bewahrte.